# Martina Kociánová

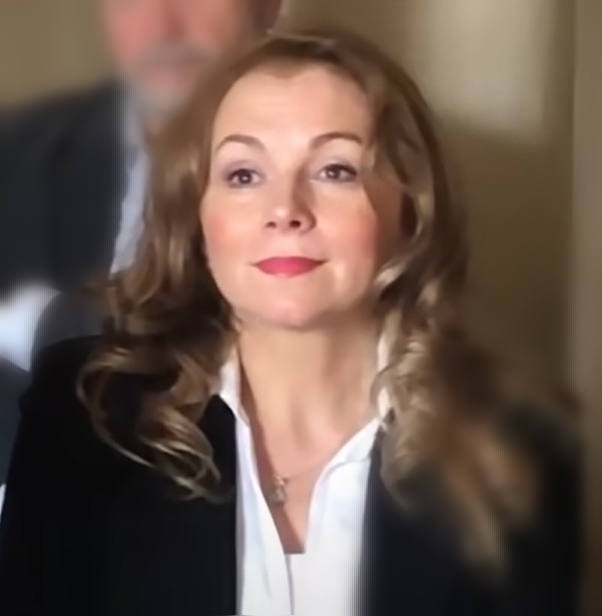
Martina Kociánová na Novotného lávce v Praze při křtu knihy Jiřího Kuchaře „Léčitelé, jasnovidci a mágové“ (2021)

Martina Kociánová (* 28. ledna 1971 Ostrava) je česká rozhlasová a televizní moderátorka a koncertní pěvkyně-mezzosopranistka.

## Životopis
Po absolvování střední ekonomické školy v Orlové působila rok v ostravském studiu České televize jako redaktorka a moderátorka. Následně se dostala na Slezskou univerzitu v Opavě, kde studovala obor historie a muzeologie. V roce 1996 studium úspěšně zakončila obhajobou diplomové práce Pečetě opavských Přemyslovců ve 14. století.
Během studií začala spolupracovat s TV Nova a pozitivní ohlas u diváků ji vynesl až na pozici hlasatelky Televizních novin. Po získání role v muzikálu Daniela Landy Krysař jí dal ředitel televize V. Železný na výběr mezi uváděním zpráv a hraním v muzikálu.[zdroj?] Martina Kociánová následně z TV Nova sama odešla.
Po přechodu ke konkurenční televizi Premiéra TV (dnešní TV Prima) kromě uvádění zpráv také zpívala, moderovala vlastní pořad Odpolední klid Martiny Kociánové na rádiu Frekvence 1, rodinnou soutěž Znáte se?, několik ročníků soutěží Televizní rosnička a Miss Babička a s Lucií Výbornou připravovala autorské představení Meloucháři. Svou poslední zpravodajskou relaci pro TV Prima uváděla 5. 9. 2006 a po deseti letech se tak stala nejdéle působící moderátorkou jedné televize v České republice.
Zúčastnila se několika mezinárodních pěveckých soutěží. Pravidelně vystupuje s mozartovským Triem Amadeus, spolupracuje s řadou hudebních těles, například se Severočeskou filharmonií, Královéhradeckou filharmonií a Janáčkovou filharmonií Ostrava, hostovala v karlínském Hudebním divadle. Za činnost v oblasti umění jí Evropská unie umění v roce 2002 udělila Cenu Gustava Mahlera. V říjnu 2003 vydala své debutové album Jiná s klasicistními sopránovými áriemi.
Spoluzaložila občanské sdružení Aurelius, které se věnuje záchraně a obnově pivoňského kláštera a také péči o děti z oblastí postižených katastrofami.
Od roku 2008 působila jako moderátorka zpráv televize Z1, až do zániku této televize v lednu 2011.
Později přešla do Čt24, kde moderovala několik pořadů, mimo jiné Newsroom ČT24 a v roce 2007 tam moderovala i živě vysílaný pořad Vedlejší efekty. Na stanici Dvojka Českého rozhlasu moderovala dopolední vysílání a dva roky i kontroverzní pořad Kupředu do minulosti (ten byl zrušen v roce 2016; za „zdůvodnění proč Český rozhlas Dvojka vysílal pavědecké díly“ pořadu Kupředu do minulosti, získala Rada Českého rozhlasu od Českého klubu skeptiků Sisyfos anticenu Bludný balvan). Odchod Kociánové z rozhlasu odstartovala kritika, během které „jí vedení ... řeklo, že ‚veřejnoprávní média přece musí vysílat pravdu‘“. Od února 2019 s Českým rozhlasem již nespolupracuje.
Od roku 2018 moderuje ve vlastní produkci na webu Svobodné universum (Rádio Universum) obnovený pořad Kupředu do minulosti. V něm a v dalších pořadech tamtéž moderátorka a její hosté dlouhodobě zpochybňují smysluplnost a účinnost očkování proti covidu. Věnují se tématům, která jsou především částí novinářů inklinujících k opačným názorům označována za šíření dezinformací. Na její zaujatost upozornil glosou v lednu 2021 novinář Pavel Šafr.
Za rok 2023 v kategorii média získala Martina Kociánová se zbytkem kolektivu Rádia Universum Bludný balvan za „konzistentní a neúnavnou snahu publikovat obsah doby předvědecké, v níž pravda a důkaz nikdy nezvítězí nad pseudovědou a konspirací“.